# Curbigny
Curbigny is een gemeente in het Franse departement Saône-et-Loire (regio Bourgogne-Franche-Comté) en telt 309 inwoners (2005). De plaats maakt deel uit van het arrondissement Charolles.

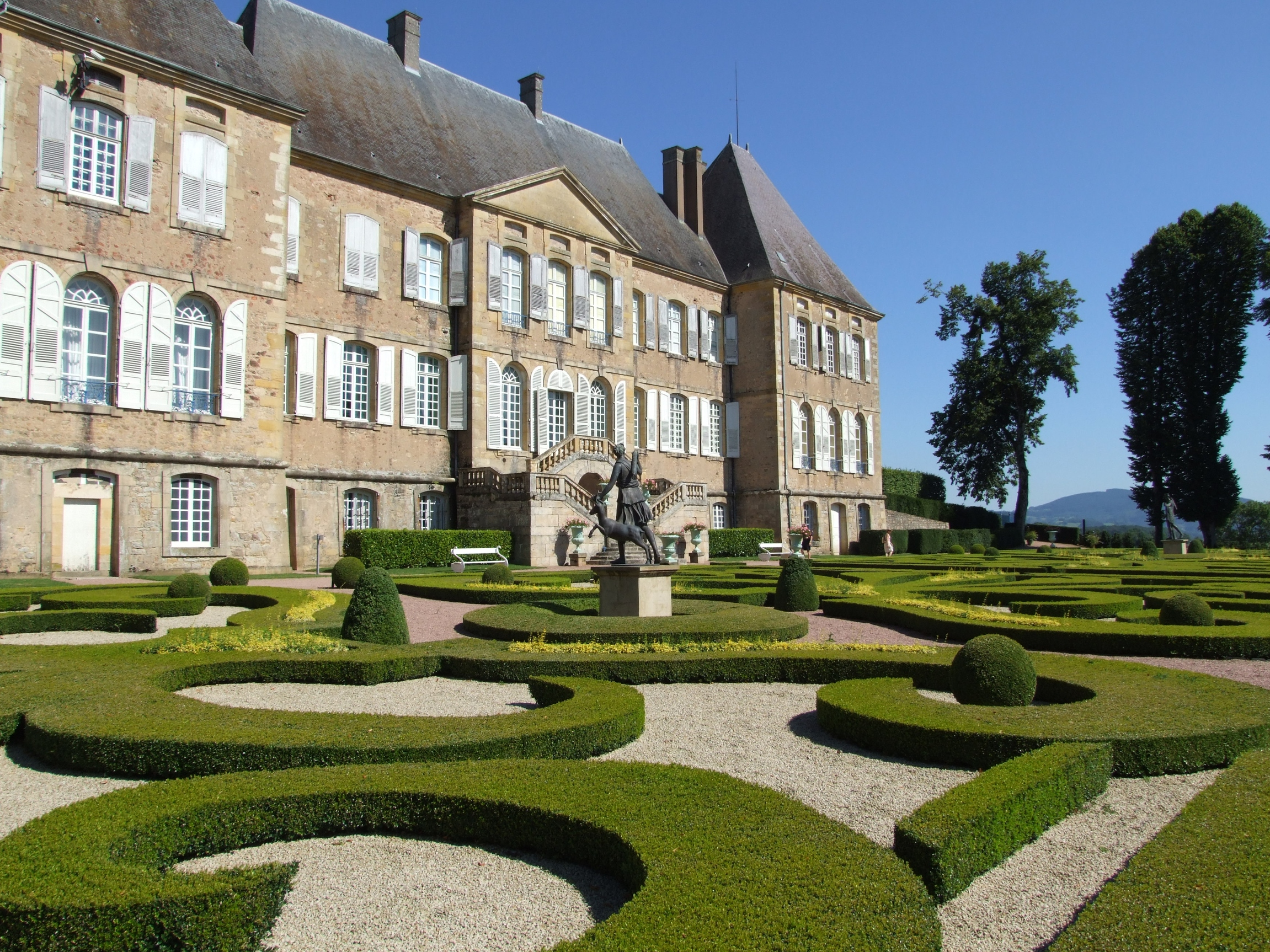
Kasteel van Drée (17e - 19e eeuw)
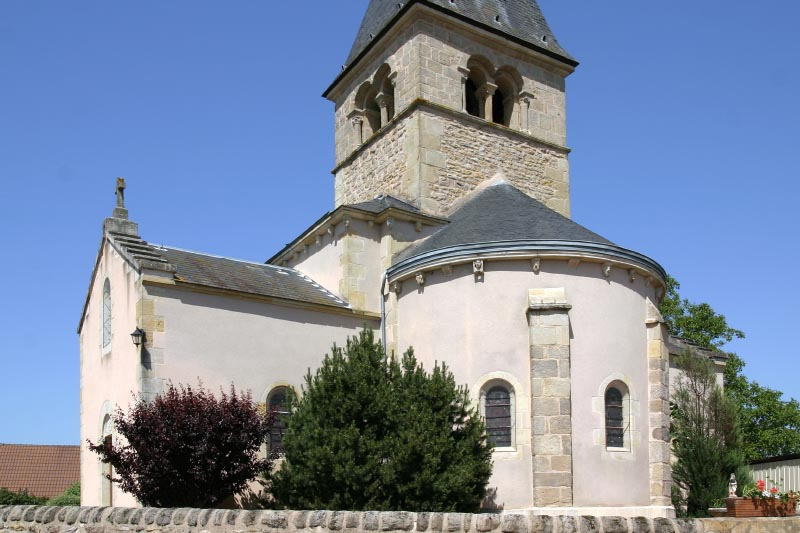
Kerk van Curbigny

## Geografie
De oppervlakte van Curbigny bedraagt 9,7 km², de bevolkingsdichtheid is 31,9 inwoners per km².
De onderstaande kaart toont de ligging van Curbigny met de belangrijkste infrastructuur en aangrenzende gemeenten.

## Demografie
Onderstaande figuur toont het verloop van het inwonertal (bron: INSEE-tellingen).